# Dendronephthya dromidicola
Dendronephthya dromidicola är en korallart som beskrevs av Huzio Utinomi 1952. Dendronephthya dromidicola ingår i släktet Dendronephthya och familjen Nephtheidae. Inga underarter finns listade i Catalogue of Life.